# WTS Group
Die WTS Group AG ist ein deutsches Unternehmen in den Bereichen Steuerberatung und Financial Advisory. Es beschäftigt 1.500 Mitarbeiter an 13 Standorten. Der Sitz von WTS ist in München. WTS erlöste im Geschäftsjahr 2021/22 203 Millionen Euro. Im Gegensatz zu den Big Four führt die Gesellschaft keine Wirtschaftsprüfung durch.  

## Geschichte
WTS wurde 2000 von ehemaligen Mitarbeitern der zentralen Steuerabteilung von Siemens gegründet. Kurz darauf schloss sich auch ein großer Teil der Steuerabteilung von Mannesmann an.
2003 gründete WTS die WTS Global, eine Vereinigung niederländischen Rechts ("Vereniging"), über die sich weltweit Beratungsgesellschaften zur Erbringung von Steuerberatungsdienstleistungen zusammengeschlossen haben.
Seit 2009 ist Fritz Esterer Vorstandsvorsitzender von WTS. Er leitete zuvor die Steuerabteilung von Siemens. Im Jahre 2018 wurde Franz Prinz zu Hohenlohe, ehemaliger Leiter der internationalen Steuerdienstleistungssparte von KPMG Germany, zweiter Vorstand der WTS Gruppe. Im Jahre 2021 wurde der Vorstand zudem um CFO Johannes Krabichler und Jürgen Scholz erweitert.
Im Jahre 2017 übernahm WTS die FAS AG, ein Beratungsunternehmen für Financial Advisory. Im März 2022 wurde FAS AG in WTS Advisory umbenannt.  
Seit dem 1. Juli 2018 ist Dietmar Gosch, ehemaliger Vorsitzender Richter am Bundesfinanzhof (BFH), als Berater bei WTS tätig.
Gegen Robin Brühmüller, bis Februar 2022 Geschäftsführer einer später von der WTS Group übernommenen Steuerberatungsgesellschaft (heute: WTS Brühmüller GmbH), ermittelte die Staatsanwaltschaft München I wegen des Verdachts der Untreue und des Betrugs; das Verfahren wurde mittlerweile eingestellt.

## Gesellschaftliches Engagement
Die WTS Group Stiftung wurde 2016 gegründet. Ihr Hauptanliegen ist die finanzielle Unterstützung von gemeinnützigen Initiativen der Flüchtlingshilfe mit dem Schwerpunkt Wissens- und Sprachförderung. Die WTS Group Stiftung ist eine rechtlich unselbständige Stiftung, Treuhänder ist die rechtsfähige Stiftung bürgerlichen Rechts „Stifter für Stifter“.